# Zagoriče, Bekštanj
Zagoriče (nemško Goritschach) je naselje v Občini Bekštanj v Okraju Beljak-dežela na Koroškem v Avstriji.